# آمبرگر (تگزاس)

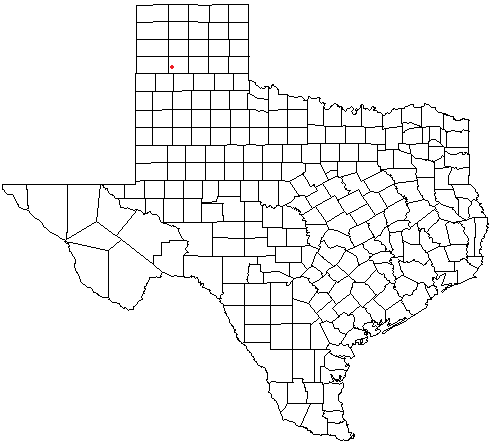

آمبرگر، تگزاس(به انگلیسی: Umbarger, Texas) شهری در شهرستان رندال ایالت تگزاس از ایالات جنوبی ایالات متحده آمریکا است.